# Franz von Ringhoffer

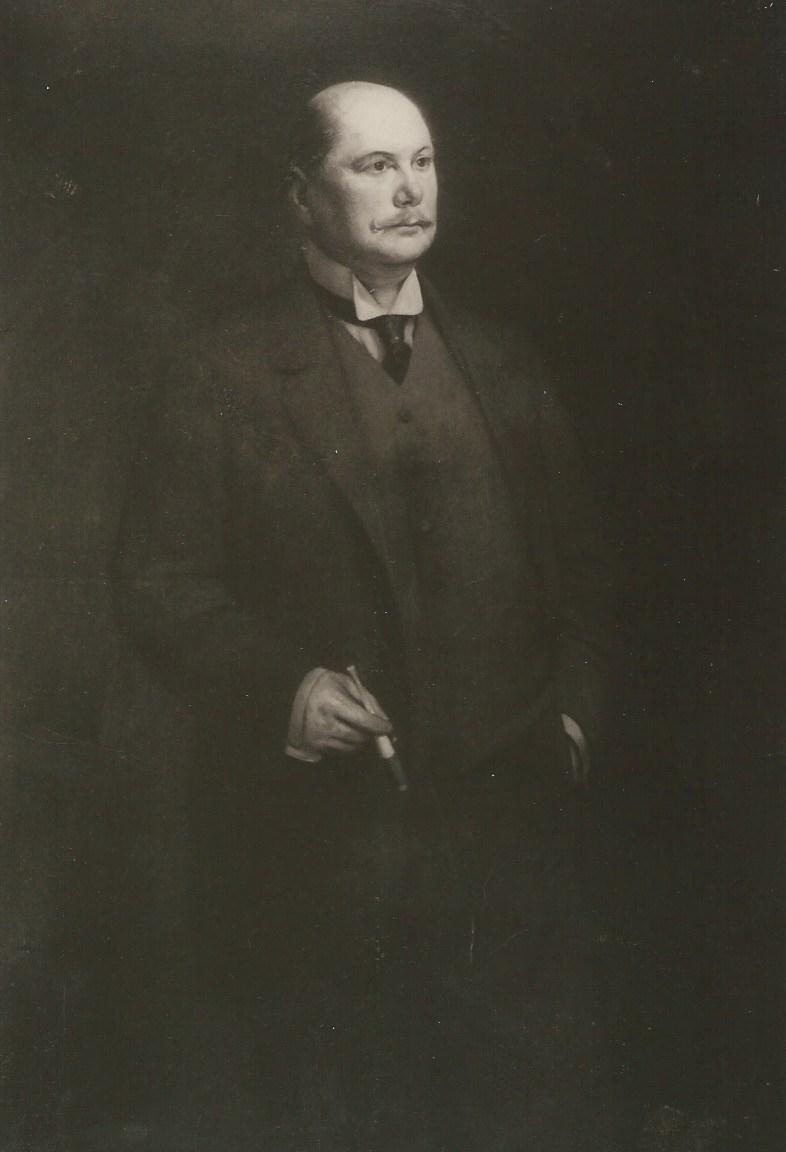
Baron Franz Ringhoffer (1844–1909)

Franz Seraph Joseph Freiherr von Ringhoffer (* 22. November 1844 in Prag, Böhmen; † 23. Juli 1909 in Bad Kissingen, Unterfranken) war ein österreichischer Industrieller, Großgrundbesitzer, Bankier, Politiker, Kunstsammler und Philanthrop.

## Leben
Er war der älteste Sohn des gleichnamigen Großindustriellen und Großgrundbesitzers Franz Freiherr von Ringhoffer (1817–1873), dessen Vorfahren aus Müllendorf im  Burgenland stammten, in der zweiten Hälfte des 18. Jahrhunderts in Prag ansässig wurden und dort eine Waggonfabrik aufbauten und der Josephine, geborene Schallowetz (1822–1896). Der Vater war noch in seinem Todesjahr am 3. Januar 1873 in Anerkennung seiner hervorragenden Verdienste auf dem Gebiet der Industrie und seines humanitären Wirkens vom österreichischen Kaiser Franz Joseph I. nobilitiert und in den erblichen österreichischen Freiherrnstand erhoben worden.
Franz Seraph Josef Freiherr von Ringhoffer war Präsident des österreichischen Industrierates, er gründete 1906/07 die Erste Böhmisch-Mährische Maschinenfabrik in Prag und die Automobilherstellerfirma Praga. Die von seinem Vater errichtete Waggonfabrik in Smíchov mit Eisengießereien und verschiedenen Zweigunternehmen war die größte in der Monarchie Österreich-Ungarn und brachte es als Ringhoffer-Werke mit ihrem Produktionsprogramm zu Weltgeltung.
Als Waggon- und Maschinenfabrikant, der zusammen mit seinen beiden jüngeren Brüdern Emanuel Josef Franz Freiherr von Ringhoffer (1848–1923) und Viktor Josef Freiherr von Ringhoffer (1854–1922) einen der bedeutendsten Industriekonzerne Mitteleuropas aufbaute, war Franz Seraph Josef Freiherr von Ringhoffer 1876–1882 Abgeordneter im böhmischen Landtag, Vertreter der liberalen Verfassungspartei, ab 1888 Verwaltungsrat des Creditanstalt-Bankverein 1897 Mitglied des Staatseisenbahnrates und ab 1892 Mitglied des Herrenhauses des österreichischen Reichsrats auf Lebenszeit. Vielfach ausgezeichnet, u. a. mit dem Ritterkreuz des Franz-Joseph-Ordens und der Ehrendoktorwürde Dr. techn. h.c. der deutschen Technischen Hochschule Prag leitete er mit Umsicht nach vorübergehenden Schwierigkeiten in den 1870er Jahren das Familienunternehmen. Die landwirtschaftlichen Betriebe der Familie in Böhmen und insbesondere die Brauerei Groß-Popowitz in Velké Popovice galten als die modernsten und bestgeführten in der Habsburgermonarchie zu Beginn des 20. Jahrhunderts.
Ringhoffer, der neben einem Studium am Polytechnikum in Prag, (spätere Tschechische Technische Universität Prag) und der Genieakademie (k.u.k. Technische Militärakademie in Klosterbruck) 1866–1868 Leutnant im Militärdienst, 1878 Oberstleutnant der Reserve war, wurde 1872 Gesellschafter im Familienunternehmen, heiratete am 12. Oktober 1871 in Wiesenberg (Nordmähren) Franziska Freiin Klein von Wisenberg (* 29. August 1853 in Planina in der Krain; † 29. Juni 1940 in Prag), Tochter des Franz Freiherr Klein von Wisenberg (1825–1882) und der Leopoldine, geborene Hauptmann (1829–1886).
Das Ehepaar hatte vier Kinder: 
- Franz Freiherr von Ringhoffer (1874–1940), Großindustrieller in der 1918 gegründeten Tschechoslowakei, Präsident des Verwaltungsrates der Ringhoffer-Tatra AG und der Mährisch-Schlesischen Fahrzeugwerke AG (Stauding), Ehrenpräsident des Prager Deutschen Theaters, Pionier des Golfsports in Böhmen und Gründer des Prager Golfclubs
- Leopoldine (Dinka) Freiin von Ringhoffer (1878–1945), verehelichte Baronin Nádherny von Borutín,
- Alfred Freiherr von Ringhoffer (1880–1938) und
- Hans (Hanusch) Freiherr von Ringhoffer (* 1885 in Prag-Smichov, verstorben am 1. Januar 1947 im Speziallager Nr. 1 Mühlberg), Jurist und Generaldirektor der Ringhoffer-Werke (u. a. auch Tatra, Nesselsdorfer Wagenbau) und Gouverneur der Tschechoslowakischen Nationalbank, königlich norwegischer Generalkonsul, Dr. ing. h.c.

Franz Seraph Josef Freiherr von Ringhoffer starb 1909 während eines Kuraufenthalts in Bad Kissingen an einem Nierenleiden.